# Oued Djerat
Das Oued Djerat ist ein Wadi, das unweit von Illizi, der Hauptstadt der gleichnamigen Provinz Illizi, im südöstlichen Algerien liegt.

## Verlauf
Es führt durch ein abgelegenes Felstal im Nationalpark Tassili n'Ajjer, das Tausende von Felsbildern, zumeist Felsmalereien, daneben aber auch Petroglyphen aufweist. Die Bildergalerie zieht sich über viele Kilometer hin. Außergewöhnlich in dieser Region ist, dass die Bilder besonders groß sind. Auf einer Fläche von 100 m² sind allein Giraffen abgebildet, von denen die größte acht Meter misst. Der Oued Djerat vereinigt sich mit dem Oued Ouret etwa 10 km südöstlich von Illizi und bildet mit ihm den Oued Illizi.
Palmenhaine und Gueltas sind in diesem Gebiet keine Rarität. Viele der Einwohner sind Tuareg.

## Entdeckung
Die Entdeckung für die Öffentlichkeit geht auf das Jahr 1934 zurück, als der französische Offizier Brenans mit seiner Truppe an diesem Ort Rast machte und dabei auf die Zeichnungen von Nashörnern, Flusspferden, Krokodilen, Elefanten und Giraffen stieß. Der französische Forscher Henri Lhote nahm den Faden auf und entdeckte Tausende weiterer Zeichnungen, die er wissenschaftlich untersuchte. Die Felsbilder stammen aus der Jungsteinzeit und weisen Ähnlichkeiten mit denen der Provinzen Oran (Algerien) und Fessan (Libyen) auf. Nach Henri Lhote datieren sie mehr als 7000 Jahre zurück.